# Nikolaus von Gara

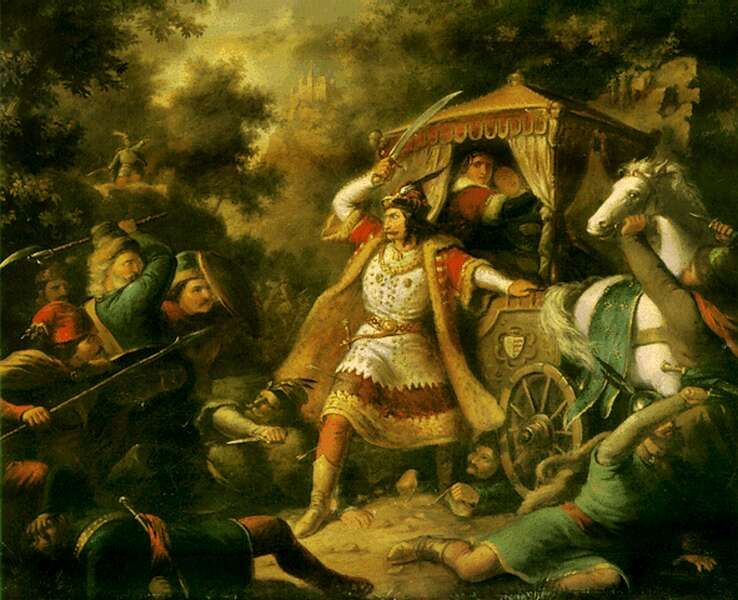
Nikolaus verteidigt Elizabeth und Maria bei deren Entführung gegen die Schergen der Brüder Paul und Johann Horváthy.

Nikolaus von Gara (Vater), ungarisch Garai Miklós (gest. 25. Juli 1386) war ein ungarischer Adliger und als Palatin am Ende des 14. Jahrhunderts einer der höchsten Würdenträger am ungarischen Königshof. Nikolaus war ungarischer Herkunft, stammte aber nicht aus dem Hochadel. Er war von König Ludwig I. wegen seiner Tapferkeit zum Palatin erhoben worden. Nach dem Tod Ludwigs wurde Nikolaus vor allen anderen Magnaten zum wichtigsten Ratgeber von dessen Witwe, Elisabeth von Bosnien, und deren Tochter, Königin Maria. Als Vormund von Maria sollte Elisabeth nach Ludwigs Willen die Macht bis zur Volljährigkeit Marias ausüben. Elisabeth soll nicht nur auf Garas Rat gehört, sondern ihm auch in „verbotener Lieb“ zugetan gewesen sein.

## Leben
Den zurückgesetzten Magnaten am ungarischen Hof begegnete Gara hochmütig. Diese verbündeten sich gegen die Königinnen und beriefen den aus Neapel stammenden Karl von Durazzo auf den ungarischen Thron (31. Dezember 1385). Elisabeth gelang es mit Garas Hilfe, Karl bereits nach kurzer Zeit zu ermorden (Tod: 24. Februar 1386 in Visegrád) und so den Thron für ihre Tochter zunächst zu sichern.
Gara begleitete Elisabeth und Maria 1386 nach Slavonien bei dem Versuch, einen Aufstand des Neapel zuneigenden, südöstlichen Herrschaftsgebiets Ungarns zu befrieden. Das Herrschaftsgebiet erstreckte sich damals bis Illyrien (Kroatien). Die Königinnen und ihr Tross wurden jedoch auf dem Wege vom Anführer der Partei Karls, Joann Horváthy, bei Diakovár aus dem Hinterhalt angegriffen. Die Königinnen wurden festgesetzt, Gara umgehend enthauptet.
Auch der ebenfalls Nikolaus Gara heißende Sohn des Nikolaus von Gara diente im Folgenden Königin Maria und deren Ehemann, Sigismund.